# Slag bij Sekigahara
De Slag bij Sekigahara (Japans: 関ヶ原の戦い Sekigahara-no-tatakai) vond plaats op 20 en 21 oktober 1600 en is een van de belangrijkste historische gebeurtenissen van Japan. Door deze overwinning kon Tokugawa zijn Shōgunaat vestigen, wat de basis vormde voor de eenwording van Japan.

## Inleiding
Gedurende de 16e eeuw bestond Japan uit losse rijkjes die bestuurd werden door daimyo. In de loop van de eeuw vindt een concentratie van macht plaats. Dit proces is vrijwel voltooid als Oda Nobunaga in 1573 de Ashikaga Shogun verslaat. Toyotomi Hideyoshi zet de vereniging voort. Als hij in 1598 sterft wordt hij opgevolgd door zijn zoon Toyotomi Hideyori. Deze is vijf jaar oud en daarom heeft Hideyoshi vlak voor zijn dood vijf regenten benoemd. Dat waren Maeda Toshiie, Uesugi Kagekatsu, Mori Terumoto, Ukita Hideie en Tokugawa Ieyasu. Deze laatste zou al snel het gezag van Hideyori ondergraven. Uiteindelijk komen de regenten in twee kampen tegenover elkaar te staan; het oostelijke onder Ieyasu en het westelijke onder Ishida Mitsunari, die trouw is gebleven aan Hideyori.

## De slag
Op 21 oktober 1600 (ofwel het Japanse jaar Keichō 5, in de negende maand op de vijftiende dag) raken de legers slaags bij Sekigahara, twintig kilometer ten oosten van het Biwameer. Beide legers hebben 80.000 man op de been. Een troepenmacht van 40.000 man onder Tokugawa Hidetada, een zoon van Ieyasu, komt niet op tijd. Bovendien loopt Otani Yoshitsugu over naar het westelijk kamp. 
Ieyasu heeft echter Kobayakawa Hideaki laten ompraten. Om deze hier aan te herinneren, opent hij de slag met een aanval van zijn haakbusschutters op de troepen van Kobayakawa. Die kiezen de kant van het oostelijk leger en vallen de overloper Otani aan. Het westelijk leger onder Ishida wordt vernietigend verslagen en een deel van de westelijke daimyō vindt de dood. Als Tokugawa Hidetada ten slotte met zijn troepen op het strijdtoneel arriveert, is de slag al voorbij.

## Afloop
Na afloop van de slag past Tokugawa het verdeel-en-heers principe toe. Hij verdeelt het gebied van de gedode daimyo's onder de overwinnaars. Door echter ook de westelijke daimyō die de slag hebben overleefd, de Tōzama daimyō, gebied te schenken, weet hij ze aan zich te binden en voorkomt hij dat de oostelijke daimyo te machtig worden. Zo blijft hij zelf de machtigste man van Japan en in 1603 verleent de keizer hem het Tokugawa-shogunaat. 
Met Toyotomi Hideyori rekent hij in 1615 af. Hij belegert en verwoest diens kasteel te Osaka, waarbij Hideyori en Vrouwe Yodo seppuku plegen. Ieyasu laat vervolgens Hideyori's beide kinderen onthoofden, waarmee er een einde komt aan de Toyotomi dynastie.

## Lijst van daimyō

### Oostelijk Leger (Tokugawa)
- Tokugawa Ieyasu
- Maeda Toshinaga
- Date Masamune
- Kato Kiyomasa
- Fukushima Masanori
- Hosokawa Tadaoki
- Asano Yukinaga
- Ikeda Terumasa
- Kuroda Nagamasa
- Kato Yoshiaki
- Tanaka Yoshimasa
- Todo Takatora
- Mogami Yoshimitsu
- Yamanouchi Kazutoyo
- Hachisuka Shimori
- Honda Tadakatsu
- Terasawa Hirotaka
- Otani Yoshitsugu (loopt over naar het Westelijk Leger)
- Ikukoma Kazumasa
- Ii Naomasa
- Matsudaira Tadayoshi
- Tsutsui Sadatsugu

### Westelijk Leger (Toyotomi/Ishida)
- Mori Terumoto
- Uesugi Kagekatsu
- Ukita Hideie
- Shimazu Yoshihiro
- Kobayakawa Hideaki (loopt over naar het Oostelijk Leger)
- Ishida Mitsunari
- Konishi Yukinaga
- Masuda Nagamori
- Ogawa Suketada
- Wakisaka Yasuharu (loopt over naar het Oostelijk Leger)
- Ankokuji Ekei
- Satake Yoshinobu
- Oda Hidenobu
- Chosokabe Morichika
- Kuchiki Mototsuna
- Akaza Naoyasu
- Kikkawa Hiroie (pleegt verraad en weigert te vechten met het Oostelijk Leger)
- Nagatsuka Masaie
- Mori Hidemoto
- Toda Katsunari